# دان كلارك (متحدث تحفيزي)
دان كلارك (بالإنجليزية: Dan Clark)‏ هو متحدث تحفيزي أمريكي، ولد في 14 مارس 1955 في ميسا في الولايات المتحدة.